# Olevano sul Tusciano
Olevano sul Tusciano là một đô thị (comune) thuộc tỉnh Salerno trong vùng Campania của Ý. Olevano sul Tusciano có diện tích km2, dân số là người (thời điểm ngày).